# هیولاها در محل کار (مجموعه تلویزیونی)
مجموعه هیولاها در محل کار (به انگلیسی: Monsters at Work) یک پویانمایی رایانه‌ای محصول سال ۲۰۲۱ شرکت آمریکایی استودیو انیمیشن پیکسار می‌باشد.
این مجموعه به عنوان دنباله ای برای فیلم شرکت هیولاها محصول ۲۰۰۱ است. فصل دوم این مجموعه در ۱۰ قسمت از ۱ می ۲۰۲۴ منتشر شد.

## گویندگان فارسی
استودیو مهبانگ این انیمیشن را با صداپیشگان قدیمی دوبله کرده‌است.
| صدا پیشه          | شخصیت                         |
| ----------------- | ----------------------------- |
| میلاد مبینی       | تایلر                         |
| محمدرضا علیمردانی | سالیوان / فنگاس / زردآب / یتی |
| وحید نفر          | مایک وزافسکی / اسمیتی         |
| مجید آقاکریمی     | رُز / خواهر رز                 |
| محمدرضا صولتی     | دانکن                         |
| آنیتا قالیچی      | سیلیا                         |
| مریم شاهبیگی      | کاتر / ول / خانم فلینت        |
| محمد آژینه        | فریتز                         |
| مهدی منصوری       | تد پاولی                      |
| امین منصوری       | کرامی هام                     |
| پدرام شهرآبادی    | نیدلمن                        |
| رضا جعفرپور       | باب یاکر / گری                |
| هانیه شاطری       | مایلی                         |
| محمدصادق مجیدی    | پروفسور نایت                  |
| امیرحسین سیدآقایی |                               |
| زهرا عاشوری       |                               |
| پردیس اسدپور      |                               |
| زهرا افشار        |                               |
| سروین ذاکری       |                               |

## قسمت‌ها
| شم. | عنوان                          | کارگردان    | نویسنده                                                       | تاریخ پخش اصلی |
| --- | ------------------------------ | ----------- | ------------------------------------------------------------- | -------------- |
| ۱ | «به کارخانه هیولاها خوش آمدید» | کیتلین ریتر | بابز گناوی                                                    | ۷ ژوئیه ۲۰۲۱   |
| فارغ‌التحصیل دانشگاه هیولاها، تایلور توسکمون نامه‌ای از آقای آب‌دماغ (رئیس کارخانه هیولاها) دریافت می‌کند تا به‌طور رسمی در کارخانه هیولاها به عنوان ترساننده مشغول شود. با این حال، تایلور یک روز پس از دستگیری آقای آب‌دماغ به کارخانه می‌آید. هیئت مدیره کارخانه، سالی و مایک را به عنوان مسئول کارخانه تعیین کرده‌اند. کارخانه تحت مدیریت جدید سالی و مایک، تغییر می‌کند و ترساننده‌ها اکنون خنداننده می‌شوند، به همین علت، تایلور به عنوان کارگر تعمیر و نگهداری به MIFT (تیم تأسیسات کارخانه هیولاها) منتقل می‌شود. مایک تصمیم می‌گیرد یک کلاس کمدی برای خنداننده شدن تدریس کند، تایلور هم از این کلاس برای خنداننده شدن استفاده می‌کند. |                                |             |                                                               |                |
| ۲ | «با میفت آشنا شوید»            | شین زالوین  | بارت جنت                                                      | ۷ ژوئیه ۲۰۲۱   |
| تیم MIFT، تایلور را به مراسم آشنایی دعوت می‌کند. در همین حال، مایک در تلاش است تا موقعیت‌های خود را به عنوان یک خنداننده و استاد کمدی حفظ می‌کند. قطع برق باعث غیرفعال شدن درگاه ورودی دنیای هیولاها و انسان‌ها می‌شود و مایک در دنیای انسان‌ها گیر می‌افتد که به کمک اولین کار تعمیرات تایلور، مایک نجات می‌یابد و سایر اعضای MIFT تحت تأثیر قرار می‌دهد. کلاس کمدی مایک: مایک آهنگی دربارهٔ خطرات احتمالی کمدی می‌خواند. |                                |             |                                                               |                |
| ۳ | «اتاق آسیب دیده»               | شین زالوین  | بابز گناوی ایوان گور هدر لومبارد بر اساس داستان: تراویس براون | ۱۴ جولای ۲۰۲۱  |
| بلغم به یک دیوار در اتاق خواب یک دختر بچه آسیب می‌رساند و MIFT را مجبور به ورود کرده و سریع آن را تعمیر می‌کند. کودک باید در حین تعمیر برداشته شود، بنابراین مایک تصمیم می‌گیرد از او مراقبت کند و در نهایت به دلیل خروپف او نام او را Snore می‌گذارد. سولی فاش می‌کند که بلیط یک بازی بیس بال را دریافت کرده‌است و مایک برای دیدن آن، اسنور را با خود می‌برد. وال سعی می‌کند زمان حضور آنها در دانشگاه هیولاها را به تایلور یادآوری کند، اما به یاد نمی‌آورد که وقت خود را با او بگذراند. آنها موفق به تعمیر دیوار می‌شوند، اما به‌طور تصادفی در دام می‌افتند. وال به تایلور اعتراف می‌کند که دوران حضورش در دانشگاه هیولاها برای او خاص بود زیرا او تنها کسی بود که با او صحبت کرد. کاتر آنها را از اتاق بیرون می‌آورد و مایک اسنور را بازمی‌گرداند و برایش لالایی می‌خواند تا دوباره بخوابد. با رفتن آنها، تایلور قدردانی بیشتری از وال کسب می‌کند و نشان می‌دهد که به یاد می‌آورد که در دانشگاه هیولاها با او صحبت کرده‌است. کلاس کمدی مایک: مایک نحوه استفاده از کوسن Whoopee را به کلاس خود آموزش می‌دهد و به‌طور تصادفی آن را راه اندازی می‌کند. |                                |             |                                                               |                |
| ۴ | «وازوفسکی‌های بزرگ»             | کیتلین ریتر | بابز گناوی                                                    | ۲۱ ژوئیه ۲۰۲۱  |
| در مسابقات سالیانه بولینگ Monsters , Incorporated، مایک در برابر رقیب کاریزماتیک خود و گری داغ شرط‌بندی می‌کند. با استفاده از فرصت برای تحت تأثیر قرار دادن مایک، تایلور پیشنهاد می‌دهد تا MIFT را در یک تیم بولینگ گردآوری کند تا به نمایندگی از مایک رقابت کند. فریتز سرخوش تایلور را به عنوان کاپیتان تیم تعیین می‌کند، اما هیچ‌کدام از آنها به جز تایلور نمی‌توانند خوب بازی کنند. MIFT که با عنوان «Wazowskis‌های بزرگ» رقابت می‌کنند، با تصادفات متوالی راه خود را در صدر مسابقات قرار می‌دهند. دانکن مخفیانه با تایلور ملاقات می‌کند تا MIFT را در مسابقه نهایی با یک تیم ماهرتر جایگزین کند: Tylor MIFT را گمراه می‌کند و فکر می‌کند مسابقه لغو شده‌است. در روز مسابقه، تیم MIFT به دلیل دروغگویی تایلور روبرو می‌شود. تیم دانکن به دلیل خودخواهی خود تایلور را رها می‌کند، اما تایلور مسئولیت را بر عهده می‌گیرد و تیم MIFT را با تبدیل عدم مهارت خود به بازیهای درخشان (برای ناراحتی دانکن) رهبری می‌کند. با این حال، این مسابقه به تساوی می‌انجامد و مایک و گری مجبور می‌شوند جایزه بزرگ شام دو نفره در هری هاوزن را به اشتراک بگذارند، که مایک را ناراحت می‌کند. کلاس کمدی مایک: مایک سعی می‌کند نحوه برخورد با هکرها را به کلاس بیاموزد، اما گری مدام او را اذیت می‌کند. توجه: این قسمت به هنرمند داستان، روبرت گیبز (پدر مری گیبز، که در Bosters در هیولاها، Inc. صداپیشگی کرد) که در سال ۲۰۲۰ درگذشت اختصاص دارد. |                                |             |                                                               |                |
| ۵ | «سرپوش»                        | شین زالوین  | ریکی راکسبورگ بابز گناوی                                      | ۲۸ ژوئیه ۲۰۲۱  |
| وقتی فریتز تعطیلات بداهه ای را به دنیای انسان‌ها می‌برد، او چرخ می‌زند تا تصمیم بگیرد که در غیاب او چه کسی ناظر موقت خواهد بود. چرخ روی وال می‌نشیند، اما دانکن با همدردی همه نسبت به گناه وال بازی می‌کند و اجازه می‌دهد او سرپرست موقت شود. دانکن با خواسته‌های سخیف، به ویژه از تایلور، از موقعیت سوء استفاده می‌کند. وقتی تایلور برای مساوی شدن با یک شوخی درگیر می‌شود، دانکن تلافی می‌کند و این جفت به‌طور تصادفی باعث خاموشی در سطح شهر می‌شود. MIFT با اکراه موافقت می‌کند که این حادثه را بپوشاند، اما وقتی یک بازرس از کمیسیون تنظیم انرژی Monstropolis می‌آید و حقیقت را کشف می‌کند، اوضاع وخیم می‌شود. وقتی با تیم روبرو می‌شود، به‌طور تصادفی توسط یک قوطی فریاد بیهوش می‌شود و دانکن و تایلور او را از در تعطیلات فریتز می‌اندازند. دو هفته بعد، فریتز و بازرس ظاهر می‌شوند و بازرس که از تعطیلات بداهه خود لذت می‌برد، تصمیم می‌گیرد با اخطار همه را رها کند. مایک و سالی به دلیل جرایم قابل آتش زدن خود با تیم روبرو می‌شوند، اما فریتز متقاعد می‌شود که وقتی تایلور و دانکن مسئولیت این حادثه را بر عهده می‌گیرند، اجازه ندهند که این روند از بین برود. کلاس کمدی مایک: مایک سعی می‌کند مفهوم جوک‌های ضرب و شتم را توضیح دهد، اما کلاس نمی‌تواند درک کند و مایک، با استرس آشکار، بر روی برانکارد انجام می‌شود. |                                |             |                                                               |                |
| ۶ | «ماشین فروش»                   | کیتلین ریتر | میشل اسپیتز بابز گناوی                                        | ۴ اوت ۲۰۲۱     |
| تایلور به‌طور تصادفی به وندی، دستگاه فروش MIFT آسیب می‌رساند. در همان زمان، سود و روحیه شرکت پایین آمده‌است و از فریتز خواسته می‌شود تا یکی از اعضای تیم را به دلیل کاهش بودجه اخراج کند و تایلور را نگران اخراج شدن به دلیل عدم مهارت تعمیر خود می‌کند. هنگامی که مایک از وضعیت مطلع می‌شود، تصمیم می‌گیرد با انجام چندین ارتقاء عجیب و گران‌قیمت در تأسیسات، روحیه شرکت را بهبود بخشد و با یک دستگاه فروش جدید برای MIFT شروع کند. با این حال، بحث بین دانکن و تایلور منجر به آسیب دستگاه جدید می‌شود و تلاش دانکن برای تعمیر آن باعث نقص شدید آن می‌شود. وقتی ماشین به دانکن حمله می‌کند، تایلور آن را نابود می‌کند تا او را نجات دهد. فریتز از این سختی دل شکسته می‌شود و اعلام می‌کند که به جای اخراج یکی از تیم‌هایش، بازنشسته می‌شود. اگرچه به نظر می‌رسد که ایده‌های مایک برای تقویت روحیه مؤثر بوده و بهره‌وری و سود را افزایش داده و فریتز همچنان ادامه دارد. روز بعد، تایلور با تعمیر وندی اصلی تیم را شگفت زده می‌کند. کلاس کمدی مایک: مایک به کلاس دستور می‌دهد لباس دلقک بپوشند. با این حال، یک هیولا در آرایش دلقک‌ها ترسناک تر به نظر می‌رسد. |                                |             |                                                               |                |
| ۷ | «بازگشتهای شایان ستایش»        | شین زالوین  | بابز گناوی اتان سندلر                                         | ۱۱ اوت ۲۰۲۱    |
| هنگامی که مایک کلاس کمدی خود را به طبقه خندیدن فرا می‌خواند تا به تولید برق در طول موج گرما کمک کند، تایلور شانس تبدیل شدن به یک شوخی رسمی می‌شود. با این حال، Tylor باید ابتدا به تعمیر نرده‌های درب کمک کند. در عجله خود، او به‌طور تصادفی در یکی گرفتار می‌شود و از طریق درهای ممنوعه به هیمالیا می‌رود و در آنجا با یتی ملاقات می‌کند، که ترجیح می‌دهد او را شایان ستایش نامید. وایل تایلور را پس می‌گیرد، اما آنها به‌طور تصادفی ادوارد را همراهی می‌کنند که از گذشته خود در Monsters, Incorporated یاد می‌کند. همه به دلیل شایعاتی مبنی بر علت اخراج شدن از او می‌ترسند. وال تصمیم می‌گیرد بفهمد که چرا با او تبعید شده‌است، در حالی که تایلور در مورد اینکه چگونه می‌خواهد شوخی کند با Adorable صحبت می‌کند. بعد از اینکه او را متقاعد کرد که از در عقب برگردد، وایل به تیلور اطلاع می‌دهد که پس از کشف نامه ای از واترنوس در مورد برنامه‌هایی که برای جارو کشیدن او وجود دارد، آدوریتورگ تبعید شد. تایلور شانس خود را برای شوخی می‌دهد تا بتواند شایان ستایش را به مونستروپولیس بازگرداند، جایی که مایک و سولی به‌طور رسمی او را تبعید نکرده و از او به عنوان هیولاهای رسمی، فروشنده مخروط برفی استفاده می‌کنند. کلاس کمدی مایک: مایک سعی می‌کند نحوه استفاده از نیش را توضیح دهد، اما توسط دستیار خود کیتلین، صحبت او متوقف می‌شود، هنگامی که مایک با دستکش بوکس ضربه می‌زند، متوقف می‌شود.                                 |                                |             |                                                               |                |
| ۸ | «هیولاهای کوچک»                | شین زالوین  | ریکی راکسبورگ بابز گناوی                                      | ۱۸ اوت ۲۰۲۱    |
| خانم فلینت پس از چندین ممیزی ناموفق جوکر، به تایلور می‌گوید که او خنده دار نیست و دیگر هیچ ممیزی به او پیشنهاد نمی‌شود. با این حال، تایلور فرصتی را برای نجات خود در طول Monsters , Incorporated "Mini Monsters Day" می‌بیند، هنگامی که سعی می‌کند دختر خانم فلینت ، تالیا را با شوخی‌های خود تحت تأثیر قرار دهد. وقتی MIFT یک بچه هیولا را از چاه درب نجات می‌دهد، او به‌طور مختصر با او همراه می‌شود. اگرچه بعداً به او می‌گوید که او خنده دار نیست. وقتی تالیا دربارهٔ خانم فلینت به وال اعتراض می‌کند، تالیا حرفش را می‌شنود و می‌گوید که می‌رود به مادرش بگوید. هنگام تعقیب تالیا، تایلور با یک چرخ قهوه برخورد می‌کند و ناخواسته باعث خنده دیگران می‌شود. او به تالیا اعتراف می‌کند که می‌خواهد او را بخنداند به امید شوخی. صداقت او باعث احترام او می‌شود و او به MIFT می‌گوید که از روز خود در کنار آنها لذت برد و آنها قهرمانان ناشناخته Monsters, Incorporated، از جمله Tylor هستند. بعداً، او به مادرش می‌گوید که او تایلور را خنده دار می‌داند. کلاس کمدی مایک: مایک با کمک سالی مفهوم دو نفره کمدی را توضیح می‌دهد و در حالی که نشان می‌دهد چرا او احمق این زوج است، خود را مردی مستقیم می‌پندارد. |                                |             |                                                               |                |
| ۹ | «روز پر از بدشانسی»            | کیتلین ریتر | میشل اسپیتز بابز گناوی                                        | ۲۵ اوت ۲۰۲۱    |
| با توجه به ممیزی‌های ناموفق قبلی خود، تایلور معتقد است که او هرگز جوک بازی نمی‌کند و تصمیم می‌گیرد در عوض روی یک عضو کامل MIFT تمرکز کند. سایر اعضای MIFT جشن می‌گیرند کارمند سابق دیوید را که در یک شاخه خرد کننده کشیده و کشته شد، جدا از یک تار مو که در یک کوزه برای بزرگداشت او نگه داشته‌اند. برای اثبات خود، تایلور پیشنهاد می‌کند که وظایفی را برای سایر اعضای MIFT در حالی که آنها خارج از دفتر هستند انجام دهند. با این حال، وقتی روتو حیوان خانگی دانکن موهای دیوید را می‌خورد، همه چیز اشتباه می‌شود. تایلور سرانجام برای یافتن تعداد بیشتری از موهای دیوید به شافت خردکن می‌رود و تصادفاً دستگاه خردکن را روشن می‌کند. او موفق می‌شود دستگاه خردکن را متوقف کند، اما ناک اوت می‌شود و خواب می‌بیند که با دیوید ملاقات می‌کند. وقتی بیدار می‌شود، تایلور به دفتر بازمی‌گردد و در نهایت به آنچه اتفاق افتاده اعتراف می‌کند. دیگران تایلور را به خاطر صداقتش ستایش می‌کنند و به او اطمینان می‌دهند که او یک عضو خوب MIFT است و مشخص می‌شود که آنها کیسه ای از موهای دیوید را برای جایگزینی آن دارند. کلاس کمدی مایک: مایک بداهه پردازی را توضیح می‌دهد و پیشنهاداتی می‌پرسد. با این حال، او فقط می‌تواند از اجسام گرد تقلید کند. |                                |             |                                                               |                |
| ۱۰ | «این خنده آنها دنبالش هستند»   | کیتلین ریتر | بارت جنت بابز گناوی                                           | ۱ سپتامبر ۲۰۲۱ |
| روز به مایک و سولی می‌گوید که کمیسیون تنظیم مقررات انرژی Monstropolis دریافته است که Monsters, Incorporated قدرت کافی تولید نمی‌کند. مگر اینکه کارخانه بتواند یک میلیون گیگ وات در یک روز تولید کند، قدرت خنده غیرقابل اعتماد تلقی می‌شود و کارخانه تعطیل می‌شود و نیازهای نیرو به شرکت Fear (که روش ترساندن را حفظ کرده‌است، بسیار نفرت‌انگیز از سولی) منتقل می‌شود. از آنجایی که خنده‌ها ۱۰ برابر بیشتر از ترس‌ها قدرت ایجاد می‌کنند، تایلور به آن نیاز دارد تا قوطی‌های بزرگتری بسازد. در حالی که کاتر روی نمونه اولیه کار می‌کند، تایلور به دفتر خانم فلینت احضار می‌شود و او به او می‌گوید که طنز او از کمدی فیزیکی ناشی می‌شود. مایک سپس Tylor را به عنوان یک بازی آموز آموزش می‌دهد تا به کارخانه در تولید نیروی کافی کمک کند. با شروع در طبقه خنده، MIFT می‌آید تا او را تشویق کند. مهلت برق تقریباً رعایت نشده‌است، تا زمانی که کاتر نمونه اولیه قوطی را وارد کرده و آن را به درب مایک وصل کند. پس از Monsters, Incorporated از خاموش شدن نجات می‌یابد، Tylor به عنوان شوخی رسمی به طبقه خنده منتقل می‌شود. همان‌طور که او اولین روز خود را با وال به عنوان دستیار خود آغاز می‌کند، پایان‌نامه Monsters, Inc دیده می‌شود. |                                |             |                                                               |                |